# Порой (област Бургас)
Вижте пояснителната страница за други значения на Порой.
Порой е село в Югоизточна България. То се намира в община Поморие, област Бургас.

## География
Село Порой се намира в източната част на Айтоската планина, на 25 km от общинския център Поморие и на 33 km от областния център Бургас. В близост до селото тече река Хаджийска, на която е изграден язовир Порой.

## История
В подножието на Стара планина, на около 2 километра от село Порой има останки от параклис и антично селище.
През османския период селото е известно под името Копаран.
По време на Руско-турската война от 1828-1829 година Копаран попада в областта, окупирана от руските войски. Както и при много други селища в Тракия, след края на войната голяма част от жителите на селото се изселват в Руската империя, страхувайки се от отмъщението на мюсюлманите. Част от изселниците спират в сегашното варненско село Крумово, за да си починат. Когато решават да продължат, турците им поискали пари за престоя и тъй като те нямали необходимите средства останали в селото. Мнозинството от изселниците обаче се установяват в Бесарабия, където основават село Купаран. Но една част от тях, които не са могли да се преборят с носталгията по родния край се завръщат обратно. Според руски документи, след изселването в селото има 116 къщи, а мъжете са 82 българи и 20 турци. Преброени са още коне – 36 глави, овце – 600, рогат добитък – 135 глави.

## Население

### Етнически състав
Преброяване на населението през 2011 г.
Численост и дял на етническите групи според преброяването на населението през 2011 г.:
|                     | Численост |
| Общо                | 905       |
| Българи             | 303       |
| Турци               | 430       |
| Цигани              | 113       |
| Други               | -         |
| Не се самоопределят | -         |
| Неотговорили        | 53        |

## Религии
Източноправославно християнство и ислям.
В селото се изгражда православен храм с името на Свети Димитър.

## Обществени институции
Читалище „Просвета“ е действащо читалище, регистрирано под номер 1272 в Министерство на Културата на Република България Дейности: 1 бр.-фолклорна група; библиотека – 5663 тома литература.

## Редовни събития
Първият кръг от шампионата по мотокрос на България се провежда на пистата край селото до 2004 г., след което отпада от календара.